# Saška (ime)
Saška je žensko osebno ime.

## Izvor imena
Saška je različica ženskaga osebnega imena Saša.

## Pogostost imena
Po podatkih Statističnega urada Republike Slovenije je bilo na dan 31. decembra 2007 v Sloveniji število ženskih oseb z imenom Saška: 252.

## Osebni praznik
Osebe z imenom Saška lahko god|godujejo takrat kot osebe z imenom Saša.